# Der Weg zum Ruhm (1988)
Der Weg zum Ruhm ist ein 12-minütiger deutscher Kurzfilm aus dem Jahr 1988, der 1989 bei den Internationalen Filmfestspielen in Montreal gezeigt wurde und von der Deutsche Film- und Medienbewertung (FBW) das Prädikat wertvoll erhalten hat. In den Hauptrollen sind Charlotte Siebenrock und Elisabeth Volkmann zu sehen, sowie in Nebenrollen einige andere bekannte Schauspieler, die sich selbst parodieren. Regie führte Christoph Eichhorn. Hans-Günther Bücking filmte, Petra Wellenstein erarbeitete das Kostümbild.

## Handlung
Die junge Schauspielerin Charlotte versucht in ihrem Beruf Fuß zu fassen. Dabei trifft sie auf typische Protagonisten der Branche.

## Rezeption
Die Filmbewertungsstelle schrieb zum Film:„Eine amüsante Studie, in der die Möglichkeiten, Schauspieler zu werden, ebenso durch den Kakao gezogen werden wie die Darstellungsformen des Fernsehens: witzig in den Formulierungen, im Bild und in der Montage, ironisch gegenüber dem eigenen Metier, aber doch ernsthaft unter dem Aspekt, dass der Weg zu diesem beruf schwer ist, weil er eben vor allem auch mit falschen Vorstellungen verbunden wird. Gut besetzt ist dieser Film gewiss, denn jene, die es als Schauspieler(innen) geschafft haben, können sich selbst ebenfalls ironisieren.“